# Thell Reed
Thell Reed est un artificier, cascadeur, armurier et consultant pour le cinéma américain.

## Biographie
Thell Reed est le père de Hannah Gutierrez Reed, qui est l'armurière en chef de Rust lors de l'accident de tournage du film en octobre 2021.